# Pochette (accessorio)
La pochette o fazzoletto da taschino è un pezzo di tessuto orlato, sostanzialmente un fazzoletto in miniatura, utilizzato come accessorio decorativo per il look maschile.

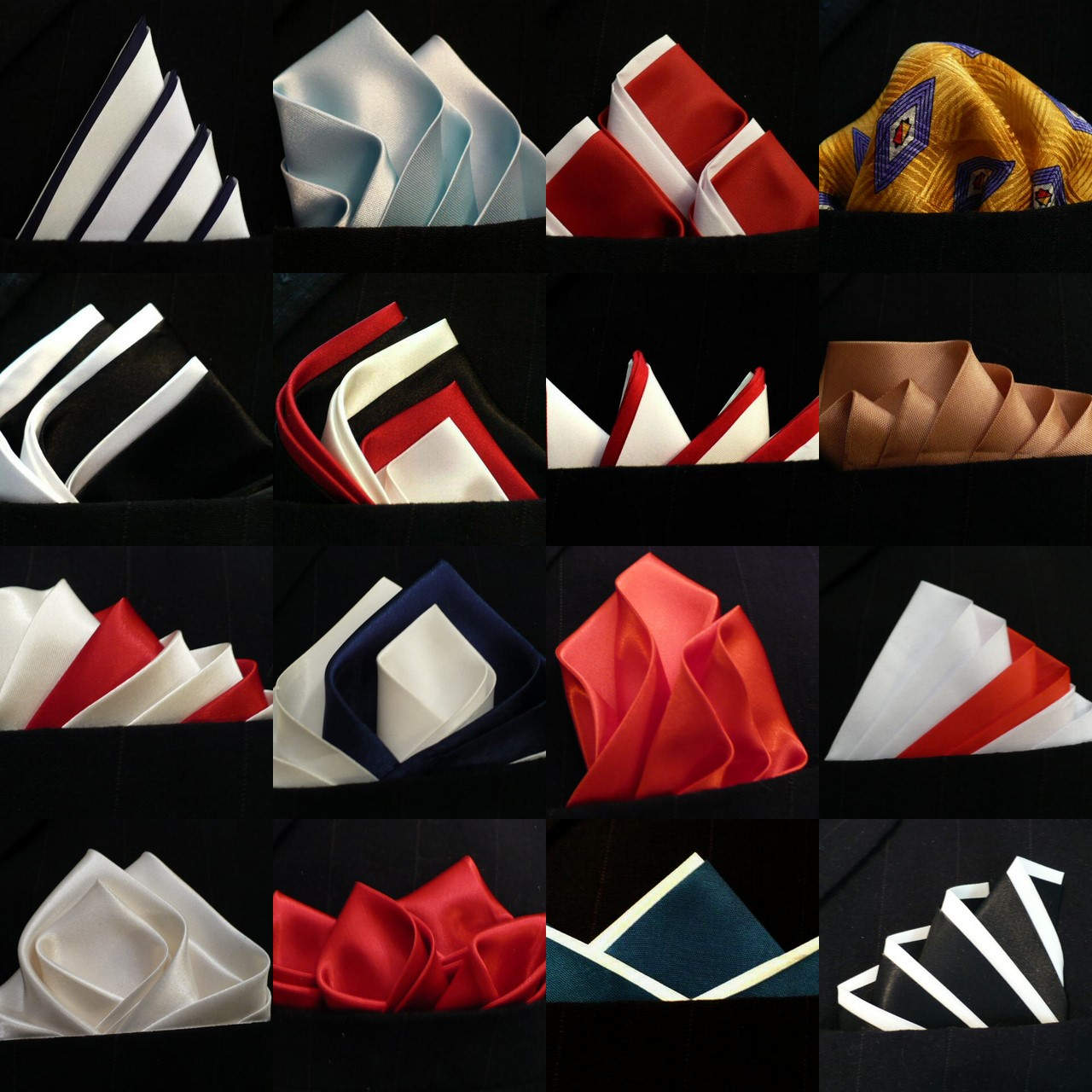
Fazzoletti da taschino

## Storia
Già nella Francia del '700 la pochette veniva utilizzata come ornamento.
Il Re una volta terminata la toilette quotidiana veniva avvicinato da un cortigiano con un vassoio pieno di fazzoletti di pregiata fattura ornati con preziosi merletti e fiocchi ai quattro angoli. In base all'umore e all'abito, il Re sceglieva un fazzoletto e lo infilava nella tasca della giacca lasciandolo ricadere a cascata.
Nei secoli seguenti la pochette è rimasta presente nella moda dell'alta società, ed alcuni esemplari erano talmente preziosi da risultare un valido bottino per i ladri.
Nell'era moderna è andata via via scomparendo anche se dal 2014 si è riscontrato un ritorno all'uso della pochette maschile.

## Caratteristiche
La pochette è solitamente di piccolo formato, realizzata principalmente in raso di seta, lino o cotone, e può essere sia in colori classici, sia con fantasie colorate per abiti meno formali. Può essere posizionato sia casualmente scomposto, sia ripiegato (esistono varie tecniche) o a cascata.
La pochette non dev'essere mai della stessa fantasia della cravatta.